# Бегенский лесхоз
Бегенский лесхоз (каз. Беген орманшар) — село в Бескарагайском районе Абайской области Казахстана. Входит в состав Бегенского сельского округа. Находится примерно в 61 км к северу от районного центра, села Бескарагай. Код КАТО — 633635200.

## Население
В 1999 году население населённого пункта составляло 511 человек (255 мужчин и 256 женщин). По данным переписи 2009 года, в населённом пункте проживал 101 человек (51 мужчина и 50 женщин).